# Поль-э-Дохтар
Поль-э-Дохтар (перс. پلدختر‎) — город на западе Ирана, в провинции Лурестан. Административный центр шахрестана Поль-Дохтар. Расположен на расстоянии приблизительно 100 километров к юго-западу от Хорремабада, административного центра провинции. На 2006 год население составляло 22 588 человек.
Название переводится с фарси как «мост дочери». Оно связано с руинами моста через реку Керхе, расположенными к северу от города и относящимися к периоду правления персидской династии Сасанидов. Мост, имевший длину 270 метров, был построен в царствование шахиншаха Шапура I, в честь дочери которого, как полагают, он и получил своё название. Остатки моста вместе с другими объектами этой области входят в список Всемирного наследия ЮНЕСКО.